# Ferrovia dei bambini a Budapest
La ferrovia dei bambini di Budapest (Gyermekvasút in ungherese) è una linea ferroviaria a scartamento ridotto 760mm, che opera sulle alture che dominano a ovest la capitale dell'Ungheria. Il personale della ferrovia è costituito, con l'eccezione dei macchinisti e degli addetti alla manutenzione, da bambini tra i 10 e i 14 anni: essi svolgono le funzioni di capotreno, capostazione, addetti agli scambi e alla biglietteria. I ferrovieri adulti sono dipendenti delle Magyar Államvasutak (MÁV), le ferrovie di Stato ungheresi, di cui la linea fa pienamente parte.

## Storia

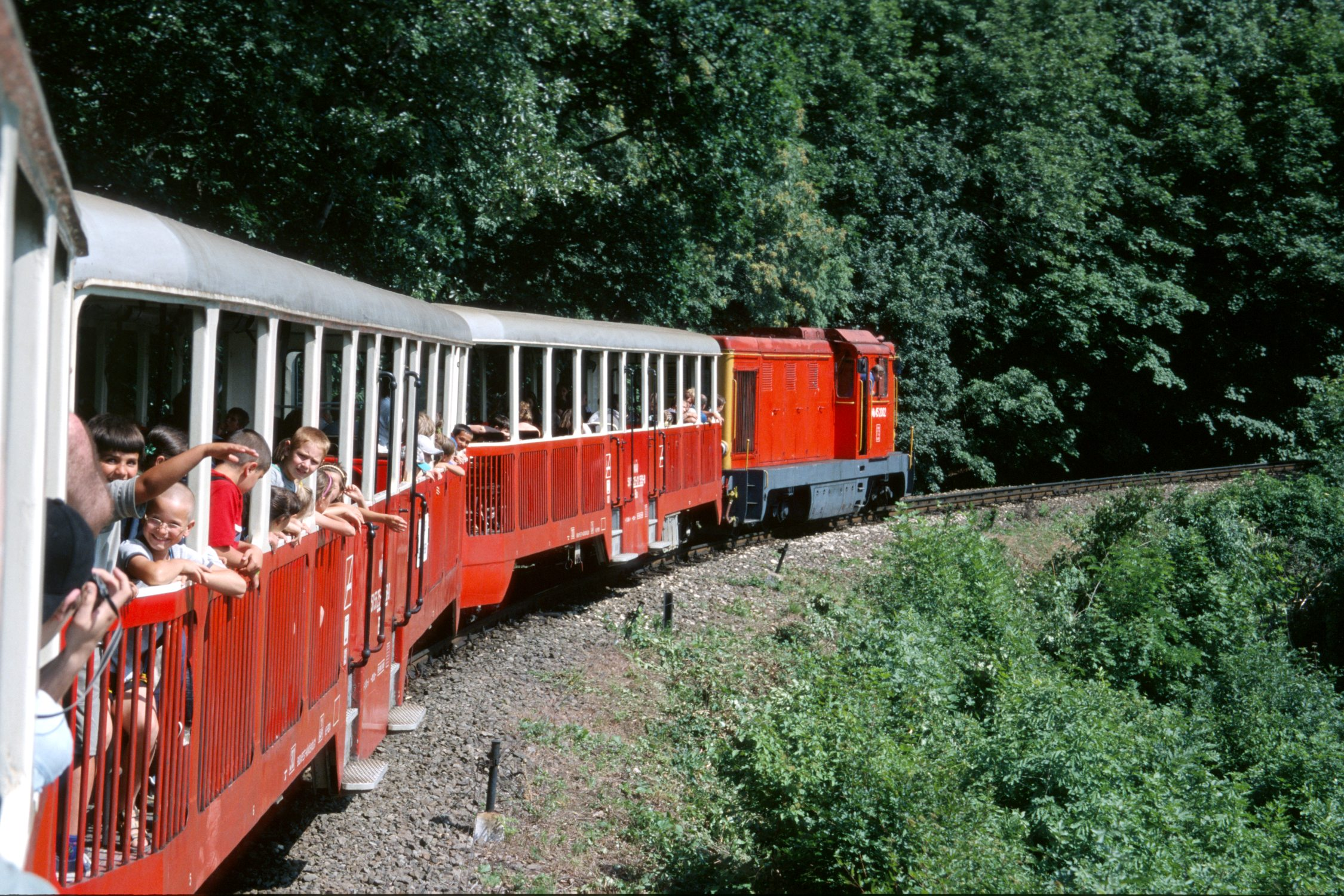
Il treno dei bambini

Nel 1947, la compagnia delle Ferrovie dello Stato ungheresi (MÁV) decise che sarebbe stata costruita una ferrovia gestita da bambini. Per la costruzione della ferrovia furono presi in considerazione diversi siti, tra cui il quartiere del Palazzo Reale di Gödöllő, l'Isola Margherita o la zona di Népliget a Pest, ma alla fine del 1948 il Partito Comunista Ungherese scelse le colline di Buda.
La costruzione iniziò l'11 aprile 1948 e la prima sezione, da Széchenyi-hegy alla stazione di Előre (ora Virágvölgy) fu inaugurata il 31 luglio 1948. La seconda sezione, alla stazione di Szépjuhászné (ora Szépjuhászné), fu completata un anno dopo e l'ultima sezione, a Hűvösvölgy, è stata aperta il 20 agosto 1950. Fino al 1990 era chiamata Ferrovia dei giovani pionieri e seguiva l'esempio di molte altre iniziative analoghe diffuse nei paesi comunisti: la prima ferrovia dei bambini fu aperta nel 1932 a Mosca e negli anni successivi alla Seconda guerra mondiale decine di linee furono aperte in URSS e nei paesi satelliti dell'Est Europa.
Durante la rivoluzione ungherese del 1956 la ferrovia fu chiusa per poi riaprire il 3 febbraio 1957. 
La linea di Budapest rappresentò, e rappresenta ancor oggi, l'esperienza più completa, in virtù della lunghezza della linea, degli sforzi per costruirla, dei mezzi impiegati e della utilità che essa ha nel servire la zona collinare ad ovest della città.

## Caratteristiche

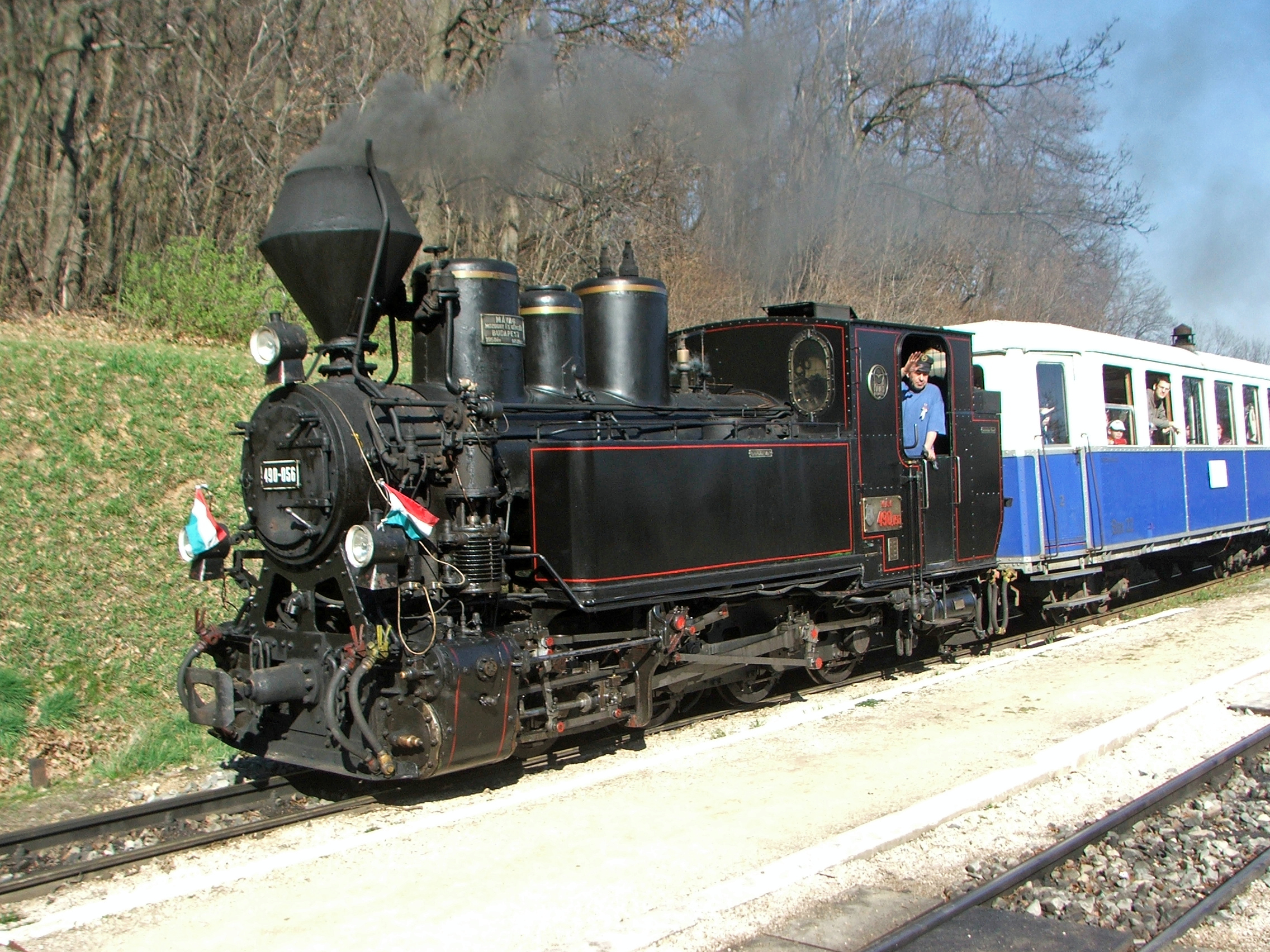
Locomotiva a vapore

La linea fa parte delle ferrovie statali ungheresi (MÁV) e si sviluppa per 11,2 km da Széchenyi-hegy (capolinea Sud, raggiungibile con una ferrovia a cremagliera) a Hűvösvölgy (capolinea Nord). Lungo il percorso vi sono cinque stazioni e due fermate intermedie, in corrispondenza di punti di interesse naturalistico o storico-monumentale, tra cui la località Normafa, frequentata per lo slittino e lo sci, e la torre di guardia di János-hegy, il punto più alto della città di Budapest, a 529 m sul livello del mare.
Sulla linea prestano servizio locomotive Diesel Mk45 al traino di carrozze di vario tipo (comprese quelle aperte per servizio estivo), nonché un treno storico con locomotiva a vapore e un convoglio storico con motrice Diesel del 1928, utilizzati in giornate particolari. Circolano da un minimo di otto coppie di treni al giorno, nel periodo invernale, che salgono a dodici nei weekend primaverili e durante il periodo estivo. È impiegata anche dai treni storici.
Altri esempi di ferrovie dei bambini sono in funzione a Berlino, a Minsk, a Kiev e a Poznań.

### Museo
Nella stazione capolinea di Hűvösvölgy, all'interno di un vecchio fabbricato viaggiatori, c'è un museo che mostra foto, mappe, componenti dei vecchi treni utilizzati sulla linea e alcuni oggetti del periodo comunista inerenti alla medesima ferrovia. Il museo è aperto nell'orario di apertura della ferrovia ed ha un costo di 100 fiorini.